# والت ريبيرو
والت ريبيرو (بالإنجليزية: Walt Ribeiro)‏ هو ملحن أمريكي، ولد في 25 يناير 1984.

## مراج ع
1. ↑  "For Orchestra". fororchestra.com. مؤرشف من الأصل في 2017-02-09. اطلع عليه بتاريخ 2016-06-14.
2. ↑  "Review - Walt Ribeiro: I.I (www.waltribeiro.net)". cosmik.com. مؤرشف من الأصل في 2016-03-03. اطلع عليه بتاريخ 2016-06-14.
3. ↑  "Leonie Cooper on YouTube's amateur instruction videos | Media | The Guardian". guardian.co.uk. مؤرشف من الأصل في 2017-09-14. اطلع عليه بتاريخ 2016-06-14.

## وصلات خارجية
- الموقع الرسمي
- والت ريبيرو على موقع ميوزك برينز (الإنجليزية)
- والت ريبيرو على موقع ديسكوغز (الإنجليزية)